# 아사니 루키미아물롱고티
아사니 루키미아물롱고티(콩고어: Assani Lukimya-Mulongoti, 1986년 1월 25일 ~ )는 콩고 민주 공화국의 축구 선수이다. 현재 소속팀은 MSV 뒤셀도르프이며, 포지션은 중앙 수비수이다.

## 클럽 경력
루키미아물롱고티는 독일 베를린의 SV Norden Nordwest 1898에서 선수 경력을 시작했으며, 2000년 타스마니아 그로피우슈타트 (現, 타스마니아 베를린) 유소년팀에서 선수경력을 이어갔다.
이후 2004년, 헤르타 베를린 II으로 이적해서 2007년까지 헤르타 베를린 II에서 활약하다 한자 로스토크로 이적했으며 2008년 처음으로 1군 스쿼드에 포함된다. 그러나 1년 후 다시 한자 로스토크 II로 강등 되었고 2009년 자유이적으로 FC 카를 차이스 예나에 합류 하였다. 2009-10시즌 종료 후 포르투나 뒤셀도르프로 합류했고, 좋은 활약을 보인 끝에 2012년 5월 24일 분데스리가 소속 팀 베르더 브레멘으로 이적했다. 이후 베르더 브레멘의 간판 수비수로 활약하다 2016년 1월 중국의 랴오닝 훙윈으로 이적했다.

## 국가대표 경력
루키미아물롱고티는 2008년 토고와의 친선경기에서 콩고 민주 공화국 축구 국가대표팀 데뷔경기를 치렀다.